# Revue des Études Grecques
Die Revue des Études Grecques ist eine 1888 gegründete französische wissenschaftliche Zeitschrift auf dem Gebiet der Gräzistik.
Die Revue des Études Grecques wird seit 1888 von der Association pour l’encouragement des études grecques en France in Paris herausgegeben und ist seither ohne Unterbrechung erschienen, zunächst jährlich, später halbjährlich. Verlegt wurde sie zunächst von Ernest Leroux, heute erscheint sie im Verlag Les Belles Lettres. Seit April 2011 ist die Zeitschrift auch durch eine von der Universität Michel de Montaigne Bordeaux III verwaltete Homepage vertreten.
Herausgeber der Revue des études grecques waren in dieser Reihenfolge: Théodore Reinach (1888–1906), Paul Mazon, Louis Méridier, Pierre Roussel et André Plassart, André Plassart, François Chamoux (1974–1984) und Jacques Bompaire, Jacques Bompaire et Jacques Jouanna (seit 1988) und seit 1999 Jacques Jouanna und Olivier Picard.

## DasBulletin épigraphique
Von 1913 bis 1934 betreute der Althistoriker Pierre Roussel das Bulletin épigraphique, eine Rubrik zur Epigraphik in der Revue des études grecques. Von 1936 bis 1984 gab Louis Robert gemeinsam mit seiner Frau Jeanne (1910–2002) dieses Bulletin épigraphique heraus und machte es zu einem umfangreichen Mitteilungsorgan, in dem jährlich alle Neuerscheinungen zur griechischen Epigraphik angezeigt und teilweise kritisch kommentiert und ergänzt wurden. Seit Roberts Tod wird das Bulletin von einer Gruppe von Wissenschaftlern herausgegeben.